# WTA Bad Homburg

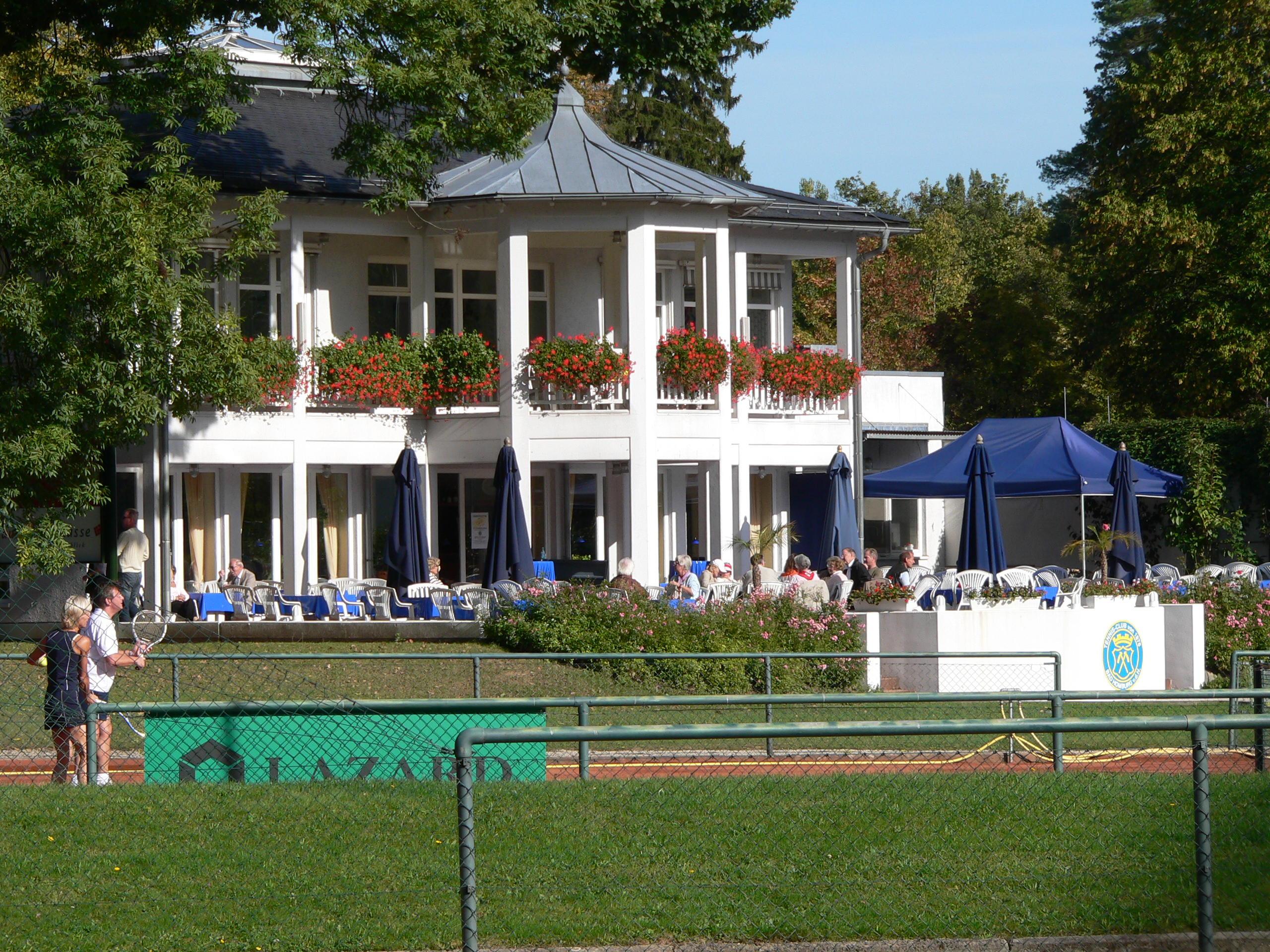
Tennis-Club Bad Homburg (2006)

Das WTA Bad Homburg (offiziell: Bad Homburg Open) ist ein Tennisturnier der Kategorie WTA 500 der WTA Tour, das 2021 in der hessischen Stadt Bad Homburg vor der Höhe erstmals stattfand. Ursprünglich sollte das Tennisturnier erstmals im Juni 2020 ausgetragen werden, wurde jedoch aufgrund der COVID-19-Pandemie abgesagt. 2021 wurde es vom 20. bis 26. Juni ausgetragen. Die Bad Homburg Open gelten in der Saison als Generalprobe vor dem Grand-Slam-Turnier in Wimbledon.
Spielstätte für das Turnier in Bad Homburg vor der Höhe ist der Tennis-Club Bad Homburg. Der Hauptplatz hat eine Kapazität von 3500 Plätzen. Das Teilnehmerfeld umfasst 32 Spielerinnen (Einzel) und 16 Paare (Doppel).
Ab 2024 wurde das Turnier von einem der Kategorie 250 zu einem der Kategorie 500 aufgewertet.

## Endspiele

### Einzel
| Jahr               | Siegerin           | Finalgegnerin      | Ergebnis       |
| ------------------ | ------------------ | ------------------ | -------------- |
| ↓ Kategorie: 250 ↓ |                    |                    |                |
| 2021               | Angelique Kerber   | Kateřina Siniaková | 6:3, 6:2       |
| 2022               | Caroline Garcia    | Bianca Andreescu   | 6:75, 6:4, 6:4 |
| 2023               | Kateřina Siniaková | Lucia Bronzetti    | 6:2, 7:65      |
| ↓ Kategorie: 500 ↓ |                    |                    |                |
| 2024               | Diana Schneider    | Donna Vekić        | 6:3, 2:6, 6:3  |
| 2025               | Jessica Pegula     | Iga Świątek        | 6:4, 7:5       |

### Doppel
| Jahr               | Siegerinnen                             | Finalgegnerinnen                    | Ergebnis          |
| ------------------ | --------------------------------------- | ----------------------------------- | ----------------- |
| ↓ Kategorie: 250 ↓ |                                         |                                     |                   |
| 2021               | Darija Jurak Andreja Klepač             | Nadija Kitschenok Raluca Olaru      | 6:3, 6:1          |
| 2022               | Eri Hozumi Makoto Ninomiya              | Alicja Rosolska Erin Routliffe      | 6:4, 6:75, [10:5] |
| 2023               | Lidsija Marosawa Ingrid Gamarra Martins | Eri Hozumi Monica Niculescu         | 6:0, 7:63         |
| ↓ Kategorie: 500 ↓ |                                         |                                     |                   |
| 2024               | Nicole Melichar-Martinez Ellen Perez    | Chan Hao-ching Weronika Kudermetowa | 4:6, 6:3, [10:8]  |
| 2025               | Guo Hanyu Alexandra Panowa              | Ljudmyla Kitschenok Ellen Perez     | 4:6, 7:64, [10:5] |